# Bernardino Rutilio
Bernardino Rutilio est un humaniste et jurisconsulte italien du début du XVIe siècle.

## Biographie
Né à Cologna, entre Vérone et Vicence, vivait au commencement du XVIe siècle. Le cardinal Niccolò Ridolfi fut son protecteur et en fit son commensal. Rutilius, dont Paul Jove parle avec éloge, avait entrepris divers ouvrages. Il mourut à Venise en 1538.

## Œuvres
- Decuria in qua varii auctorum veterum loci emendantur, habenturque annotationes in Ciceronis epistolas familiares, Venise, 1528, in-4°.
- Veterum jureconsultorum vitæ, Rome, 1535, in-8° ; Lyon, 1538, in-8° ; Strasbourg, 1538, in-8° ; Bâle, 1537, in-4°. Dans cette dernière édition se trouve l’ouvrage de Johann Fichard. Le livre de Rutilius, a été réimprimé plusieurs autres fois dans des recueils, et fait partie de la collection intitulée Tractacus magni universi juris (Venise, 1584, 28 vol. in-fol.).